# 腓特烈六世 (士瓦本)
腓特烈六世（德語：Friedrich VI.；1167年2月—1191年1月20日），由1170年起至1191年為士瓦本公爵。
腓特烈六世是「紅鬍子」腓特烈一世與第二位妻子勃艮第的比阿特麗克絲生的第三子，出生於莫迪利亞納，原名康拉德。長兄腓特烈五世於5歲夭折後，腓特烈六世於翌年被繼承為士瓦本公爵，當時只有3歲，他改名“腓特烈”以紀念兄長，被稱為“腓特烈六世”。
腓特烈六世曾與匈牙利國王貝拉三世的女兒匈牙利的康斯坦絲訂婚，但是最終二人並沒有結婚。1184年，腓特烈六世在美茵茨（Mainz）與其兄長羅馬人民的國王亨利六世一同在隆重的儀式後被封為騎士。
其後於跟隨父親參加第三次十字軍東征期間，不單父親於1189年在渡過格克蘇河時被淹死，腓特烈六世帶領退兵後的剩餘5000人前往安條克。可惜他亦於1191年在阿卡圍城戰中因感染疫病逝世。死後由其五弟康拉德二世繼承士瓦本公國。